# Црква Светог пророка Илије у Ресену
Црква Светог пророка Илије у Ресену, насељеном месту на територији општине Босилеград, православни је храм који припада Епархији врањској Српске православне цркве.
Црква посвећена Светом пророку Илији саграђена је крајем 19. века. Сакрали објекат је изузетно мала грађевина, изграђена од дрвета.